# Thomas Stanley (1. baron Stanley)
Thomas Stanley (ur. ok. 1405, zm. 11 lutego 1459) – król Królestwa Wyspy Man i Wysp w latach 1437-1459, 1. baron Stanley w latach 1456–1459, Kontroler Dworu Królewskiego w latach 1432–1450, Porucznik-Gubernator Irlandii w latach 1431–1436, kawaler Orderu Podwiązki.

## Życiorys
Thomas Stanley był synem Johna II Stanleya, poprzedniego władcy wyspy Man. W 1424 roku został zaatakowany w wieży swojego ojca w Liverpoolu przez sir Richarda Molyneaux (swojego zięcia), który po tym incydencie został aresztowany.
Reprezentował Okręg wyborczy Lancashire w brytyjskiej Izbie Gmin na posiedzeniach w następujących latach: 1427, 1433, 1439, 1442, 1447, 1449, 1450, 1453, 1455.
Jego rodzina od dawna powiązana była z Irlandią; jego dziadek John I Stanley, kawaler Orderu Podwiązki, był lordem namiestnikiem Irlandii.

## Małżeństwo
Thomas Stanley poślubił Joan Goushill (ur. ok. 1401), najstarszą córkę i dziedziczkę fortuny sir Roberta Goushilla z Hoveringham w hrabstwie Nottinghamshire, i Elizabeth Fitzalan, córki Richarda Fitzalana, 11. hrabiego Arundel. Z tego małżeństwa narodziło się czterech synów: Thomas [1. hrabia Derby, 2. lord Stanley], William, John i James [Archidiakon Chester], oraz trzy córki: Margaret (żona Williama Troubecka, później Johna Botelera, a następnie Henry’ego Greya – 7. barona Grey of Codnor), Elizabeth (żona Thomasa Strange’a, a później Richarda Molyneux), i Katherine (żona Johna Savage’a).
Thomas Stanley zmarł 11 lutego 1459 roku. Jego żona, Joan, zmarła zaś 27 kwietnia 1466 roku. Oboje zostali pochowani w kościele  Burscough Priory. 
Potomstwo:
1. Thomas Stanley, 1. hrabia Derby, 2. lord Stanley, żonaty z Eleanor de Neville, a po jej śmierci z Margaret Beaufort, po śmierci ojca objął władzę na wyspie Man.
2. sir William Stanley, odznaczony Orderem Podwiązki w 1487 roku invested as Knight of the Garter in 1487. Został ścięty w 1495 roku za domniemany udział w spisku z Perkinem Warbeckiem.
3. sir John Stanley, antenat baronów Stanley of Alderley.
4. James Stanley został Archidiakonem Chester.
5. Elizabeth Stanley, poślubiła Thomasa le Stange'a, a po jego śmierci sir Richarda Molyneux'a.
6. Margaret Stanley, poślubiła sir Williama Troutbecka, który zginął w bitwie pod Blore Heath dnia 23 września 1459 roku; później poślubiła Johna Botelera, a po jego śmierci Henry’ego Greya, 7. barona Grey of Codnor.
7. Katherine Stanley poślubiła Johna Savage’a z którym doczekała trzech synów: Johna Savage’a – dowódcę lewego skrzydła wojsk króla Henryka VII Tudora, Christophera Savage’a – zginął w bitwie pod Flodden Field, oraz Thomasa Savage’a – arcybiskupa Yorku w latach 1501-1507.